# سیارک ۲۵۱۰۹
سیارک ۲۵۱۰۹ (به انگلیسی: 25109 Hofving، نامگذاری:1998RR56) بیست و پنج هزار و صد و نهمین سیارک کشف شده‌است که در ۱۴ سپتامبر ۱۹۹۸ کشف شد.
قدر مطلق سیارک برابر ۹٫۳ است.